# Heinkel HD 14
Die Heinkel HD 14 ist ein in den 1920er Jahren entwickeltes deutsches Schwimmerflugzeug der Heinkel-Flugzeugwerke in Warnemünde. Betriebsintern wurde sie auch als HT 14 („Heinkel Torpedoflugzeug“) bezeichnet. Das Kürzel HD steht für „Heinkel Doppeldecker“.

## Entwicklung
Der Auftrag zum Bau von insgesamt zwei Torpedoflugzeugen stammte von der schwedischen Marine. Diese hatte zuerst mehrere Angebote geprüft und den Zuschlag am 19. August 1924 an die Svenska Aero vergeben, die wiederum die Vereinbarung über den Bau eines Exemplars für 110.000 Kronen an Heinkel weitergab. Im Juni 1925 war die Fertigstellung der HD 14 abgeschlossen. Das Flugzeug mit der Werknummer 221 wurde in Einzelteilen nach Schweden geliefert und über die Svenska Aero an die schwedische Flottenwerft in Stockholm übergeben, wo es zusammengebaut wurde. Die Flugerprobung begann im folgenden Juli. Es folgten ab dem 13. September Abwurftests mit einem Lufttorpedo vom Typ m/03. Dabei stellte sich heraus, dass die Leistung des italienischen A.14-Triebwerks von Fiat nicht ausreichte und es wurde der Beschluss gefasst, einen stärkeren Motor A.25 vom selben Hersteller zu ordern. Die Bestellung wurde allerdings im Sommer des nächsten Jahres wieder rückgängig gemacht, da die Marine in der Zwischenzeit zu der Ansicht neigte, dass ein Antrieb mit Luftkühlung besser für diesen Typ geeignet wäre. Die Erprobung wurde deshalb im September 1926 eingestellt und die HD 14 an Heinkel zurückgegeben. Stattdessen einigte sich der schwedische Auftraggeber mit Svenska Aero auf die Bestellung eines verbesserten Nachfolgers, was zur Entwicklung der HD 16 führte. Die HD 14 wurde nach Warnemünde rücküberführt und diente dort noch einige Jahre als Vorführobjekt und auch als Sicherheit beim Beantragen von Krediten. Auch wurde sie noch als Fernaufklärer mit einer Flugdauer von bis zu 18 Stunden angeboten, die durch den Einbau von zusätzlichen Tanks anstelle des Torpedos erreicht werden sollte, oder auch mit einer anderen Motorisierung mit einem Condor-Triebwerk. Ein amtliches Kennzeichen erhielt sie weder in Schweden noch in Deutschland.

## Aufbau

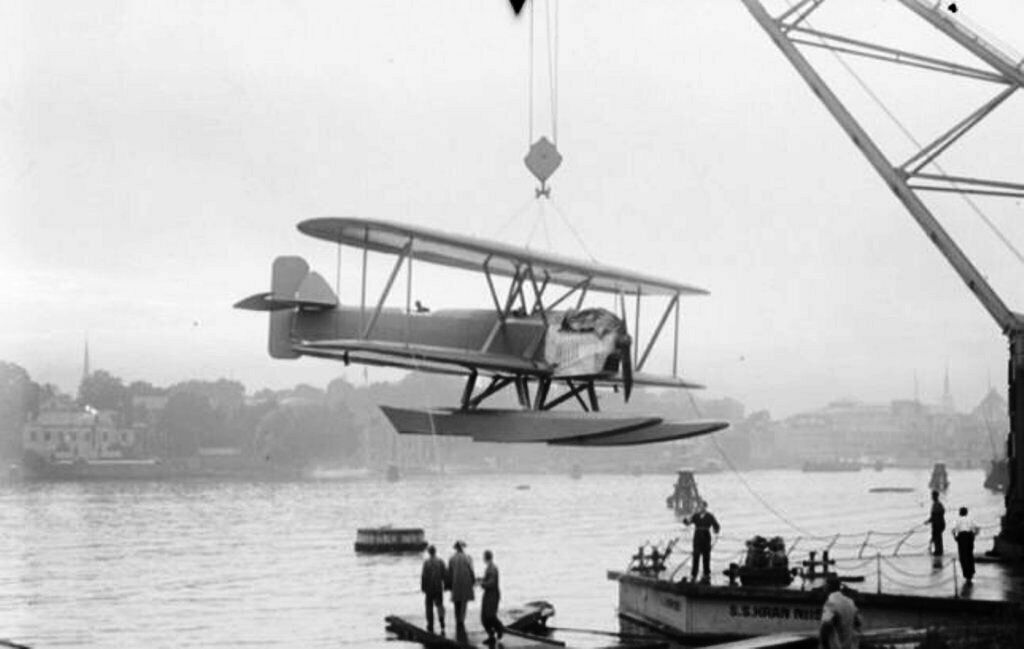
Die HD 14 während der Erprobung in Schweden

Die HD 14 ist ein ungestaffelter, freitragender Doppeldecker in Gemischtbauweise. Der Rumpf besteht aus einem stoffbespannten Stahlrohrrahmen mit viereckigem Querschnitt und Holmkästen aus Duraluminium im Mittelteil. Der Motorträger ist mit abnehmbaren Blechen verkleidet und ebenfalls abnehmbar gestaltet. Dahinter folgt das Brandschott und die mit zwei gestaffelt hintereinander angeordneten Sitzen für die Flugzeugführer ausgerüstete Besatzungskabine, der sich ein Frachtraum mit einem dritten Sitz an der Hinterwand anschließt. Auch das Heck ist abbaubar. Die Kraftstofftanks befinden sich mittig im Oberflügel und unter dem Rumpf.
Das Tragwerk gleicher Spannweite besteht aus einem Mittelstück mit zweiholmigen Außenflügeln aus Holz mit Torsionsstiel. Es ist größtenteils mit Stoff bespannt, lediglich die Flügelvorderkanten und die Flächen zwischen den Holmen an der Unterseite sind aus Sperrholz. Ober- und Unterflügel sind durch N-Stiele untereinander sowie mit dem Rumpf verbunden; weitere I-Streben verlaufen vom Rumpf zum Unterflügel.
Das Leitwerk umfasst die freistehende Höhenflosse aus Holz, die aerodynamisch ausgeglichenen Höhen- und Seitenruder und in den oberen und unteren Tragflächen befindliche Querruder aus Stahlrohr mit Stoffbespannung.
Die beiden Schwimmer aus Holz sind nicht untereinander verbunden und durch I- und N-Streben am Rumpf befestigt. Sie sind einstufig, gekielt und besitzen 100 % Reserveauftrieb.

## Technische Daten
| Kenngröße                                 | Daten                                                                                  |
| ----------------------------------------- | -------------------------------------------------------------------------------------- |
| Besatzung                                 | 2–3                                                                                    |
| Spannweite                                | 19,0 m                                                                                 |
| Länge                                     | 14,65 m                                                                                |
| Höhe                                      | 5,65 m                                                                                 |
| Flügelfläche                              | 103,3 m²                                                                               |
| Leermasse                                 | 3400 kg                                                                                |
| Zuladung                                  | 2200 kg                                                                                |
| Startmasse                                | 5600 kg                                                                                |
| Antrieb                                   | ein wassergekühlter Zwölfzylinder-Viertakt-V-Motor                                     |
| Typ                                       | Fiat A.14                                                                              |
| Startleistung Kampfleistung Dauerleistung | 750 PS (552 kW) bei 1700/min 700 PS (515 kW) bei 1650/min 600 PS (441 kW) bei 1550/min |
| Kraftstoffvorrat                          | 2120 l                                                                                 |
| Höchstgeschwindigkeit                     | 175 km/h in Bodennähe                                                                  |
| Reisegeschwindigkeit                      | 150 km/h                                                                               |
| Landegeschwindigkeit                      | 89 km/h                                                                                |
| Steiggeschwindigkeit                      | 2,0 m/s                                                                                |
| Steigzeit                                 | 8,30 min auf 1000 m                                                                    |
| Reichweite                                | 1800 km ohne Nutzlast                                                                  |
| Gipfelhöhe                                | 4000 m                                                                                 |
| Flugdauer                                 | 10,5 h                                                                                 |
| Bewaffnung                                | ein bewegliches MG ein 35-cm-Torpedo m/03 oder 900 kg Bomben                           |